# Bruce Dickinson
Paul Bruce Dickinson (Worksop, Nottinghamshire, 1958. augusztus 7. –) angol énekes, dalszerző és zenei producer, aki az Iron Maiden együttes frontembereként vált világszerte ismertté.
Zenei pályafutását helyi amatőr zenekarokban kezdte, mint a Styx (1976-ban – nem azonos az amerikai Styx együttessel), a Speed (1977 és 1978 között), valamint a Shots (1979 elején). 1979-ben csatlakozott a Samson nevű hard rock/heavy metal együtteshez, ahol "Bruce Bruce" művésznéven némi ismertségre is szert tett. 1981-ben hagyta el a Samsont állítólagos zenei nézeteltérések miatt. Röviddel azután, még 1981-ben, Dickinson lett az Iron Maiden új énekese, és az együttes 1982-es klasszikus The Number of the Beast albumán debütált. Az Iron Maidennel töltött időszakban számos nagy hatású lemezt készített, amely világhírt hozott számára és minden idők egyik legjobb heavy metal énekesének kiáltották ki.
Első szólóalbumát (Tattooed Millionaire) még az Iron Maiden tagjaként jelentette meg 1990-ben, majd 1993-ban kilépett a zenekarból, hogy szólópályáját egyengesse. Dickinson szólómunkássága a metal és a rock zene számos különböző stílusát öleli fel. Az Iron Maidenből való távozása utáni években négy szólóalbumot készített, majd 1999-ben visszatért az együttesbe. Azóta egyetlen nagylemeze jelent meg szólóban, a 2005-ös Tyranny of Souls.
2006-ban a Hit Parader magazin összeállított egy listát, amin a 100 legjobb heavy metal énekes szerepel. Dickinson ezen a hetedik helyre került.
2008-ban a híres okkultista, Aleister Crowley életéből írt forgatókönyvet a Chemical Wedding című filmhez Julian Doyle rendezővel közösen, akivel húsz évvel korábban az Iron Maiden Can I Play with Madness dalának klipforgatásán már együtt dolgoztak 1988-ban.

### Repülés

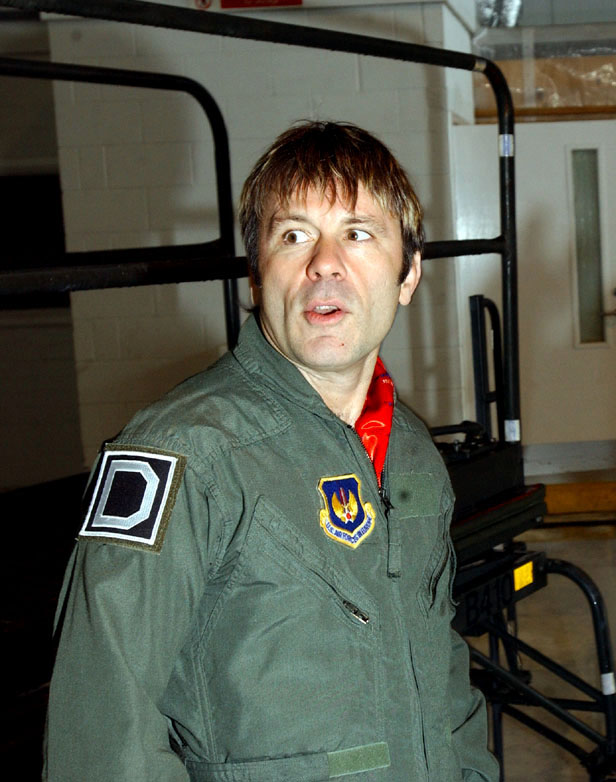
Bruce Dickinson pilótaruhában a Flying Heavy Metal ismeretterjesztő sorozat forgatásán.

## Gyermekkora
Paul Bruce Dickinson 1958. augusztus 7-én született egy kis angliai bányászvárosban, Worksopban, Nottinghamshire megyében. Eredeti keresztneve Paul, habár a szülein és nagyszülein kívül mindenki Bruce-nak szólította már kicsi kora óta. Kisgyerekként nagyszülei nevelték, mivel születésekor édesanyja és édesapja is még csak 17-18 éves fiatalok voltak. Bruce első zenei élménye Chuck Berry Twist című dala volt. Négy-ötévesen rajongója lett a Beatles fémjelezte Mersey-beat stílusnak.
Első iskolája a Manton Primary School volt, majd hatéves korában szüleivel együtt Worksopból a közeli nagyvárosba, Sheffieldbe költöztek. Az új iskola a Manor Top lett, de Bruce képtelen volt beilleszkedni, így hat hónap múltával szülei úgy döntöttek, hogy átíratják a Sharrow Vale Junior magániskolába. A család folyamatosan új házba költözött a városon belül, eközben anyagilag is sikerült megerősödniük, ami lehetővé tette, hogy Bruce egy bentlakásos iskolában folytassa tanulmányait, így 13 évesen az Oundle állami gimnázium tanulója lett a közeli Northamptonban. Ahogy korábbi iskoláiban, úgy a gimnáziumban is kívülállónak számított.
1973-ban, 15 évesen Bruce csatlakozott az Oundle amatőr színjátszó köréhez, amit nagyon élvezett. Itt talált rá a rockzene is, amikor meghallotta a Child in Time dalt a Deep Purple in Rock albumról. Attól kezdve a Deep Purple volt a kedvenc zenekara. 1976-ban egy fegyelmi ügy miatt kicsapták az iskolából, és vissza kellett térnie Sheffieldbe, ahol a helyi Catholic Comprehensive gimnáziumba íratták be. Még azon a nyáron csatlakozott élete első zenekarához.

## Zenei karrierje

### Amatőr együttesek (1976–1979)
Az együttes neve eredetileg Paradox volt, de Dickinson javaslatára Styxre változtatták a nevüket. Az első közös próba után vásárolta meg Dickinson élete első mikrofonját és erősítőjét, de a csapat nem volt hosszú életű, hamar feloszlottak.
A gimnázium befejezése után Dickinson előbb hat hónapot töltött a seregben, majd felvételizett a londoni Queen Mary's College-ba, ahol végül történelem szakon kezdte meg főiskolai tanulmányait, habár szülei jobban szerették volna, ha a katonai pályát választja.
1977 telén Dickinson találkozott egy Paul 'Noddy' White nevű sráccal, akivel közösen megalakították a Speed nevű formációt, amely Bruce elbeszélése szerint a Judas Priest és a The Stranglers zenei világának ötvözete volt némi Hammond orgonával megspékelve. Dickinson volt az énekes és időnként gitározott is, miután Noddy megmutatott neki pár akkordot. A Speed nem volt hosszú életű, de segített Dickinsonnak egy kis színpadi rutint szerezni.
1978 nyarán egy újsághirdetésre jelentkezve csatlakozott a Siviter-testvérek Shots nevű együtteséhez, akik már demófelvételek készítését tervezték. A Shots rendszeresen játszott a környékbeli kocsmákban, ahol egyik este a Samson zenekar vezetője, a gitáros Paul Samson és dobosa, Barry Graham (alias Thunderstick) is felbukkant. A két zenésznek megtetszett Dickinson előadása és szóba elegyedtek az énekessel. Pár héttel később felkérték, hogy csatlakozzon a Samsonhoz.

### Samson (1979–1981)
A Samson akkor már ismert együttesnek számított országszerte. Volt lemezszerződésük, kiadták első albumukat (Survivor) és folyamatosan koncerteztek egész Angliában a többi New Wave of British Heavy Metal csapattal együtt. Dickinsonra ráaggatták a Bruce Bruce művésznevet egy Monty Python-jelenet nyomán, amelyben egy ausztrál egyetem filozófia-tanszékének összes professzorát Bruce-nek hívják.
Az első közös próbákon rengeteg új dal született, melyek később az 1980-ban kiadott Head On című második Samson-albumon jelentek meg. A zenekar menedzselése azonban állandó problémát okozott, gyakran nem tudtak élni a turnéfronton kínálkozó nagy lehetőségekkel. Időközben újra kiadták az első Samson-albumot, ezúttal már Bruce énekével. Az év végén stúdióba vonultak, hogy felvegyék a következő nagylemezt, amely Shock Tactics címen jelent meg 1981-ben, majd a kiadójuk becsődölt. Eddigre már nyilvánvalóvá váltak a zenei nézetkülönbségek is a csapaton belül. A zenekarvezető Paul Samson egy sokkal inkább blues-orientált megközelítésben gondolkodott, míg Dickinson a heavy metal felé vitte volna az együttest.
Az 1981-es Reading-fesztiválon adott koncert volt Dickinson utolsó fellépése a Samson frontembereként. Arról a koncertről a BBC felvételt is készített, amely 1990-ben került kiadásra (Live at Reading 1981).
A brit heavy metal új hullámának egyik vezető zenekara, az Iron Maiden ebben az időben éppen új énekest keresett a távozó Paul Di'Anno helyére. Readingben megnézték a Samson koncertjét is, majd Dickinsont elhívták egy meghallgatásra.

### Iron Maiden

#### Csúcson (1981–1988)
1981-ben az Iron Maiden – két albummal a háta mögött – a nagy áttörés küszöbén állt. Angliában főzenekarként koncerteztek, és már Európában is turnéztak a KISS és a Judas Priest előzenekaraként. A növekedő népszerűség és az állandó fellépések okozta stresszt a frontember Paul Di'Anno egyre nehezebben viselte. Drogfüggősége miatt színpadi teljesítménye is megbízhatatlanná vált, ezért a zenekar úgy döntött, mennie kell. Az Iron Maiden új énekese Bruce Dickinson lett. Néhány bemelegítő koncert után az együttes nekilátott a harmadik Iron Maiden-album megírásának.
A The Number of the Beast című album 1982-ben jelent meg, és Angliában elfoglalta a lemezeladási lista első helyét, a Run to the Hills kislemez pedig bekerült a Top10-be. Mivel Dickinsonnak jogi vitái voltak a Samson menedzsmentjével, így a neve nem szerepelhetett szerzőként, habár a Guitar Legends magazinnak adott interjúban megemlíti, hogy a Children of the Damned, a The Prisoner és a Run to the Hills dalok megírásában aktívan részt vett.

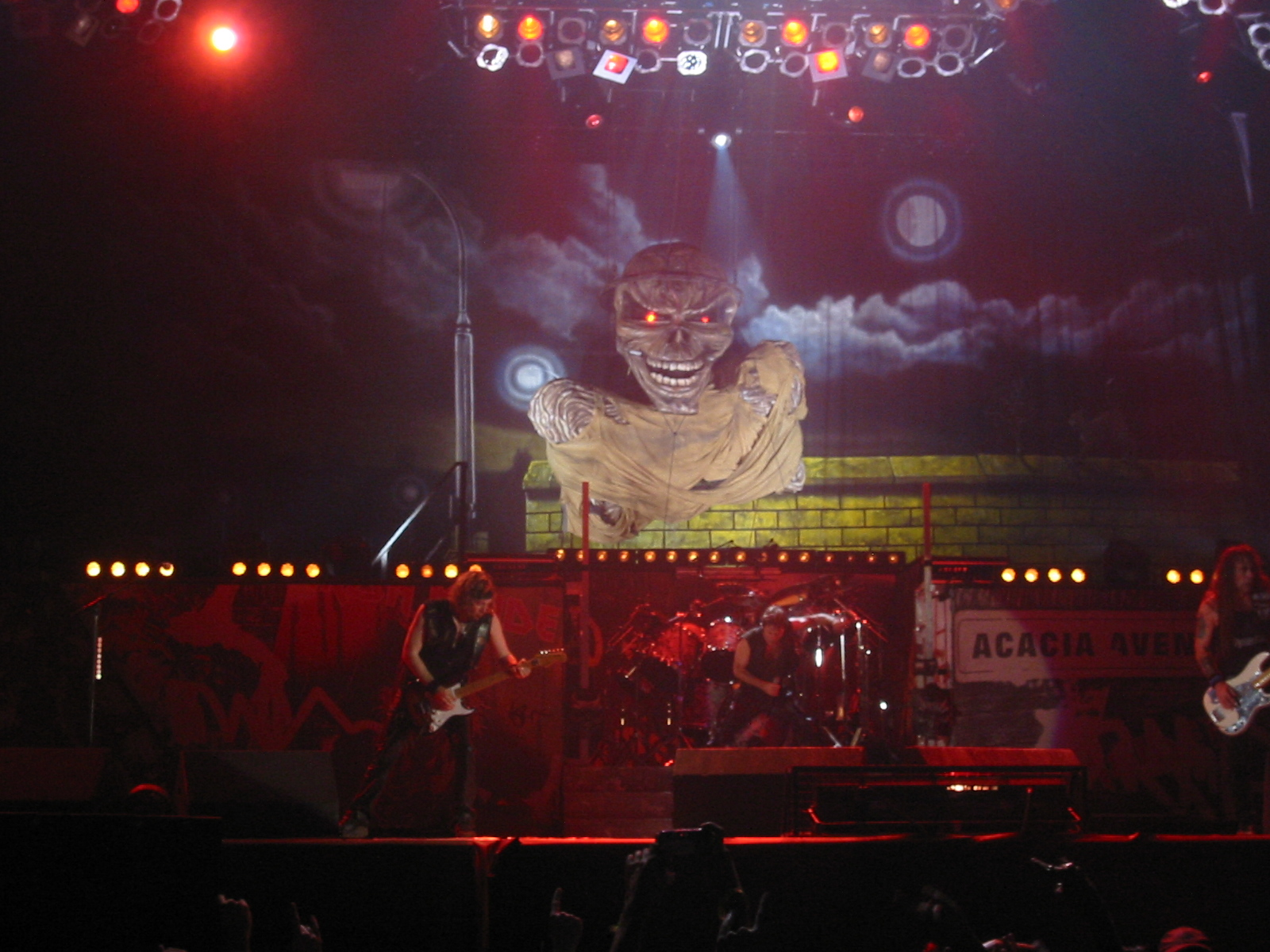
Iron Maiden koncert.

Az album világ körüli turnéjával az Amerikai Egyesült Államokba, Kanadába, Japánba, Ausztráliába és Németországba is eljutottak. A The Number of the Beast nem csak az Iron Maiden egyik legjobb albuma a mai napig, hanem vitán felül egy örök heavy metal klasszikus. Ennek köszönhetően az Iron Maiden ázsiója hihetetlen mértékben megnőtt világszerte. Dickinson "áriázós" énekstílusa a csapat védjegye lett, ami szintén segítette az Iron Maident, hogy az egyik legnépszerűbb heavy metal együttes váljon belőlük.
A következő években az Iron Maiden sorra jelentette meg nagy hatású lemezeit, melyen a zenekarvezető Steve Harris mellé egyenértékű dalszerzőként sorakozott fel Bruce Dickinson, valamint Adrian Smith gitáros, amelynek ékes bizonyítéka a következő két Iron Maiden album: a Piece of Mind (1983) és a Powerslave (1984). Utóbbi lemez teátrális elemekben bővelkedő világkörüli turnéjával – mely az együttes történetének leghosszabb koncertsorozata volt – első ízben Magyarországra, Budapestre is eljutott az Iron Maiden.
A World Slavery Tourt követően, melyet a Live After Death koncertlemezen örökítettek meg, a zenekar hat hónapos pihenőt tartott, Dickinson pedig ez idő alatt vívóleckéket vett. A pihenő leteltével újra stúdióba vonultak, de Dickinson ezúttal nem vett részt a kreatív folyamatban. Jethro Tull-hangulatú, folkos ötletei nem passzoltak Harris és Smith futurisztikus hangzású metaldalaihoz. A Somewhere in Time album 1986-ban jelent meg, és bár hangzásában elüt az Iron Maiden korábbi munkáitól, azért sikeres tudott lenni.
Dickinson a hetedik Iron Maiden-albumon tért vissza dalszerzőként. Az 1988-as Seventh Son of a Seventh Son az együttes első konceptalbuma volt, amely egy összefüggő történetet mesél el a bibliai Hetedik Fiúról. Ezzel a nagylemezzel újra a lemezeladási listák élére jutottak. A lemezbemutató turné csúcsa a 107.000 nézőt vonzó doningtoni Monsters of Rock fesztivál főzenekaraként adott koncertjük volt. A turné végeztével az együttes egy év pihenőt tartott, melyet Dickinson évek óta tervezett első regényének, a The Adventures of Lord Iffy Boatrace befejezésének, valamint első szólópróbálkozásának szentelt.

#### Csalódások (1989–1992)
1989-ben a következő Iron Maiden-albumra való felkészülés közben Adrian Smith gitáros kilépett a zenekarból. Helyére Dickinson jó barátja, Janick Gers került, akivel Bruce a Rémálom az Elm utcában 5.: Az álomgyerek című horrorfilmhez készült Bring Your Daughter… to the Slaughter című számon dolgozott együtt. A dal végül felkerült az 1990-ben megjelent következő Iron Maiden-albumra, a No Prayer for the Dying-ra, és az együttes történetének első listavezető kislemezdala lett Angliában. Dickinson ezen a lemezen némiképp módosított énekstílusán, és a korábbi, védjegyszerű "légvédelmi sziréna" helyett egy reszelősebb hangot használt. (Hasonló street rock stílust, mint első szólóalbumán, az 1990-ben megjelent Tattooed Millionaire című lemezen.)

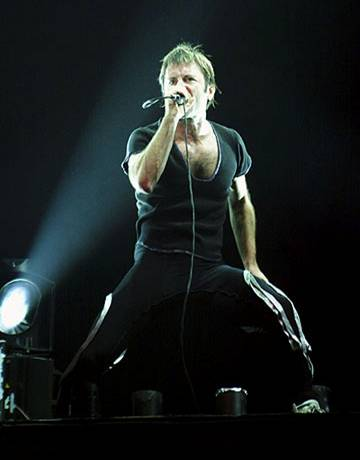
Bruce Dickinson újra az Iron Maiden élén 1999-ben, Stuttgartban.

A mobilstúdióban rögzített No Prayer for the Dying produkciós szempontból csalódást okozott az énekesnek, de a következő lemez sem hozott javulást. 1992-re Steve Harris saját stúdiót rendezett be a birtokán és ott vették fel a Fear of the Dark albumot. A Fear of the Dark ismét a lemezeladási lista első helyére juttatta az Iron Maident Angliában. A lemezbemutató turnét két menetben tervezték megvalósítani. A két szakasz közötti szünetben Dickinson eldöntötte, hogy kilép a zenekarból, hogy szólókarrierjére koncentrálhasson. Elhatározását 1993 januárjában jelentette be, így a Fear of the Dark turné második köre búcsúkoncertek sorozata volt, amire nagyban rányomta bélyegét a csapaton belül kialakult rossz hangulat.

#### Visszatérés (1999 – napjainkig)
Bruce Dickinson hat év kihagyás után 1999-ben csatlakozott újra az Iron Maidenhez. A visszatérést követő Ed Hunter elnevezésű turné hatalmas siker volt. 2000-ben új Iron Maiden-stúdióalbum jelent meg Dickinson hangjával, a Brave New World. A világkörüli lemezbemutató turné csúcspontja a Rock in Rio fesztiválon adott koncert volt, amely aztán lemezen és videón is megjelent. 2003-ban adták ki a következő nagylemezt Dance of Death címmel, újabb három évvel később pedig az A Matter of Life and Death albumot. Az új évezredben az Iron Maiden koncertjei világszerte hatalmas teltházak előtt zajlanak, népszerűségük mára ismét elérte a '80-as évek szintjét.
2004-ben jelent meg az Iron Maiden történetét bemutató DVD-sorozat első része The Early Days címmel, amely a kezdetektől 1983-ig vázolta fel a Maiden-sztorit. A folytatás 2008 februárjában érkezett az együttes legsikeresebb korszakát megidéző Live After Death videó kiadásával. Ezzel egyidőben világkörüli turnéra indultak, amelynek programjába az 1988-ig bezárólag megjelent Iron Maiden albumokról válogattak dalokat. A Somewhere Back in Time elnevezésű turné – ahol újra felépítették az 1984/85-ös World Slavery Tour egyiptomi díszletét – az indiai Mumbaiban startolt. Az öt kontinensen átívelő koncertsorozat állomásai között az együttes saját Ed Force One nevű repülőgépével utazott, amelynek pilótája maga Bruce Dickinson volt.
2010-ben megjelentette az Iron Maidennel a The Final Frontier elnevezésű albumot, melynek népszerűsítő turnéjának keretein belül ellátogattak Magyarországra, immáron kilencedik alkalommal.

### Szólóban

#### Heavy rock (1990–1991)
Dickinson első szóló próbálkozása a Bring Your Daughter... to the Slaughter dal volt 1989-ben, amely eredetileg a Rémálom az Elm utcában 5.: Az álomgyerek című horrorfilmhez íródott. A filmhez készült stúdiófelvételen Bruce mellett a gitáros Janick Gers, a basszusgitáros Andy Carr és a dobos Fabio del Rio játszik. A dal megtetszett az Iron Maiden-főnök Steve Harrisnek, így kerülhetett föl a Maiden előadásában a No Prayer for the Dying lemezre 1990-ben.
Ugyanebben az évben jelent meg Bruce első szólóalbuma Tattooed Millionaire címmel a Sony Music kiadásában. A lemezre került dalokat Dickinson és Gers közösen szerezték, és ugyanaz az összeállítású csapat játszotta fel őket, mint a Bring Your Daughter dalt, ami viszont nem szerepel a lemezen. A Dickinsontól megszokott heavy metal stílustól eltérően a Tattooed Millionaire dalainak hangvétele sokkal rockosabb. Az albumról négy kislemez jelent meg. A Born in '58 önéletrajzi ihletésű dal és Bruce a nagyapjának dedikálta. A címadó szám (Tetovált milliomos) a Mötley Crüe basszusgitáros Nikki Sixxről szól és a kislemezek közül ez jutott a legmagasabbra a slágerlistán 18. helyével. Az All the Young Dudes egy Mott the Hopple dal feldolgozása, amit eredetileg David Bowie írt az angol heavy rock együttes számára. A negyedik kislemez Dive! Dive! Dive! a nagylemezről kimásolt dalon kívül egy-egy Samson, AC/DC és Deep Purple feldolgozást is rejtett. Dive! Dive! Dive! címmel egy koncertvideó is megjelent 1991-ben a lemezbemutató turné Los Angeles-i fellépéséről.

#### Útkeresés (1994–1996)
Dickinson első szólóalbuma csak erősítette a pletykákat, hogy elhagyni készül az Iron Maident, habár ez akkor valójában még nem merült fel az énekesben, aki a következő években további két stúdióalbumot készített az Iron Maidennel. Az 1992-es Fear of The Dark turné közben kapta Dickinson a felkérést a Sony Musictól egy újabb szólóalbumra. Két hét alatt összerakott egy anyagot, de a végeredmény túlságosan "maidenes" lett. Az anyag a kukába került és Bruce ekkor döntött úgy, hogy teljesen szakítani akar a tőle elvárt formulákkal és bejelentette távozását az Iron Maidenből.
Az 1994-ben megjelent Balls to Picasso című albummal indította újra szólókarrierjét. Ezen a lemezen a Tribe of Gypsies-gitáros Roy Z-vel és csapatával dolgozott együtt. Az album húzódala a Tears of the Dragon ballada volt, amely a 28. helyig jutott a kislemezlistán Angliában, de maga a nagylemez nem igazán kavarta fel az állóvizet. Roy Z továbblépett és folytatta a munkát a Tribe of Gypsies-zel, Dickinson pedig új zenészeket gyűjtött maga mellé.
Az 1996-ban megjelent Skunkworks albumon Alex Dickson gitáros volt Bruce szerzőtársa. A grunge stílusban fogant Skunkworks Dickinson zenei karrierjének legellentmondásosabb darabja, nyomokban sem emlékeztet korábbi munkáira. A lemezbemutató turné végeztével Dickinson fel is oszlatta a csapatot és kisebb pihenőt tartott.

#### Roy Z (1997–1999)
1997-ben Dickinson már újra Roy Z-vel dolgozott együtt a következő albumán. A lemezre az ex-Maiden gitáros Adrian Smith-t is meghívták vendégként, aki végül nem csak, hogy állandó tag lett Dickinson szóló csapatának, de a dalszerzésből is kivette a részét. Az Accident of Birth albummal Dickinson visszatért a heavy metalhoz, ám Roy Z-nek köszönhetően egy sokkal frissebb, korszerűbb hangzással szólaltak meg dalaik. Dickinson utóbbi években megtépázott hírnevére nagyon jó hatással volt ez a nagylemez.
Tartva magát a "nyerő csapaton ne változtass" jelszóhoz a következő szólóalbum is Roy Z és Adrian Smith közreműködésével készült el. Az 1998-as The Chemical Wedding Bruce Dickinson máig legsikeresebb szólólemeze. A masszív dalokat át- meg átszövik a William Blake verseire és festményeire tett utalások, az album címadó dala (A kémiai menyegző) pedig az alkímiára, az aranycsinálás művészetére utal. A sikeres lemezbemutató turnét a Scream for Me Brazil koncertalbum kiadásával koronázták meg 1999-ben. Az év másik nagy meglepetése volt, hogy Dickinson bejelentette: Adrian Smith-szel együtt visszatérnek az Iron Maidenbe.

#### Ismétlés (2005–2006)
A Maidenbe való visszatérés azt is jelentette, hogy szólópályáját hosszú évekre felfüggesztette, habár vendégként részt vett különböző projektekben. 2001-ben megjelent egy dupla válogatásalbum The Best of Bruce Dickinson címmel, amely két új dalt (Broken, Silver Wings) és ritkaságokat is tartalmazott. A következő stúdióalbumra azonban egészen 2005-ig kellett várni. A Tyranny of Souls album dalait Roy Z és Dickinson távmunkában hozták össze, miközben az énekes az Iron Maidennel turnézott. Az album sikeresen idézte meg újra a The Chemical Wedding misztikus hangulatát.
2006-ban egy három lemezes videógyűjtemény jelent meg Anthology címmel Bruce Dickinson szóló munkásságának összefoglalásaként. Az addigi Dickinson-videóklipek mellett három teljes koncertfelvételt tartalmaz az antológia, felelevenítve a szólókarrier különböző állomásait az 1991-es Dive! Dive! Dive!, az 1997-es Skunkworks Live Video és az 1999-es Scream for Me Brazil koncertfilmekkel.

## Egyéb tevékenységek
A londoni Queen Mary's College-ban történelem szakon végzett Dickinson a heavy metal "reneszánsz emberének" is nevezhető. Énekesi karrierje mellett foglalkozik irodalommal, történelemmel, vívással, repüléssel, tévés és rádiós műsorvezetéssel.
Bruce három gyermek édesapja: Austin (sz. 1990), Griffin (sz. 1992), Kia Michelle (sz. 1994). Fiai szintén énekesek lettek: Austin a Rise to Remain, majd az As Lions, Griffin a SHVPES énekes/frontembere.

### Vívás
Dickinson a vívással 1985-ben kezdett ismerkedni az Iron Maiden World Slavery turnéját követő pihenő időszakban. Az évtized második felében a brit tőrvívó ranglistán a 7. helyen jegyezték. A minél jobb eredmények elérése érdekében 1987 végén – a Seventh Son of a Seventh Son album felvételeinek befejezését követően – Bonnba költözött, hogy minél közelebb legyen a vívóközponthoz, ahol edzett. 1989-ben klubjával együtt képviselte Nagy Britanniát az Európa-kupában. A versenyzésen túl Duellist néven létrehozott egy vívófelszerelésekkel foglalkozó céget is.